# Pehr Elvius
Pehr Elvius (även Per Elvius d.y.) född i augusti 1710 i Uppsala, död 27 september 1749 på Ekolsund, var en svensk matematiker.
Pehr Elvius var son till professor Petrus Elvius och Anna Maria Spole, dotter till professor Anders Spole och Martha Lindelia, och via sin morfar avlägset släkt med Carl von Linné. Han föddes in i Uppsalas akademiska värld, och intresserade sig i unga år för matematiken. Han fick sin första undervisning av sin kusin Anders Celsius, och därpå av Samuel Klingenstierna och Christoffer Polhem. År 1743 fick han i statligt uppdrag att utforska och dokumentera vattenresurserna i södra Sverige.
Strax efter Kungliga Vetenskapsakademiens grundande 1739 blev han invald som en av dess ledamöter, med ledamotsnummer 28, och blev 1744 dess sekreterare. Han blev den förste av akademiens sekreterare att ägna sig åt denna syssla på heltid. Elvius var den som genomdrev Vetenskapsakademiens beslut att låta uppföra ett eget observatorium åren 1748-1753. han meddelade flera rön och upptäckter till akademien.
Elvius avled i unga år efter en resa han företog med Hårleman till Trollhättan. Han var ogift.